# 巴达尔加特
巴达尔加特（Badharghat），是印度特里普拉邦West Tripura县的一个城镇。总人口47660（2001年）。

## 人口
该地2001年总人口47660人，其中男性24180人，女性23480人；0—6岁人口4396人，其中男2249人，女2147人；识字率80.21%，其中男性为84.16%，女性为76.15%。